# Węzeł potrójny Galapagos

Płyty tektoniczne

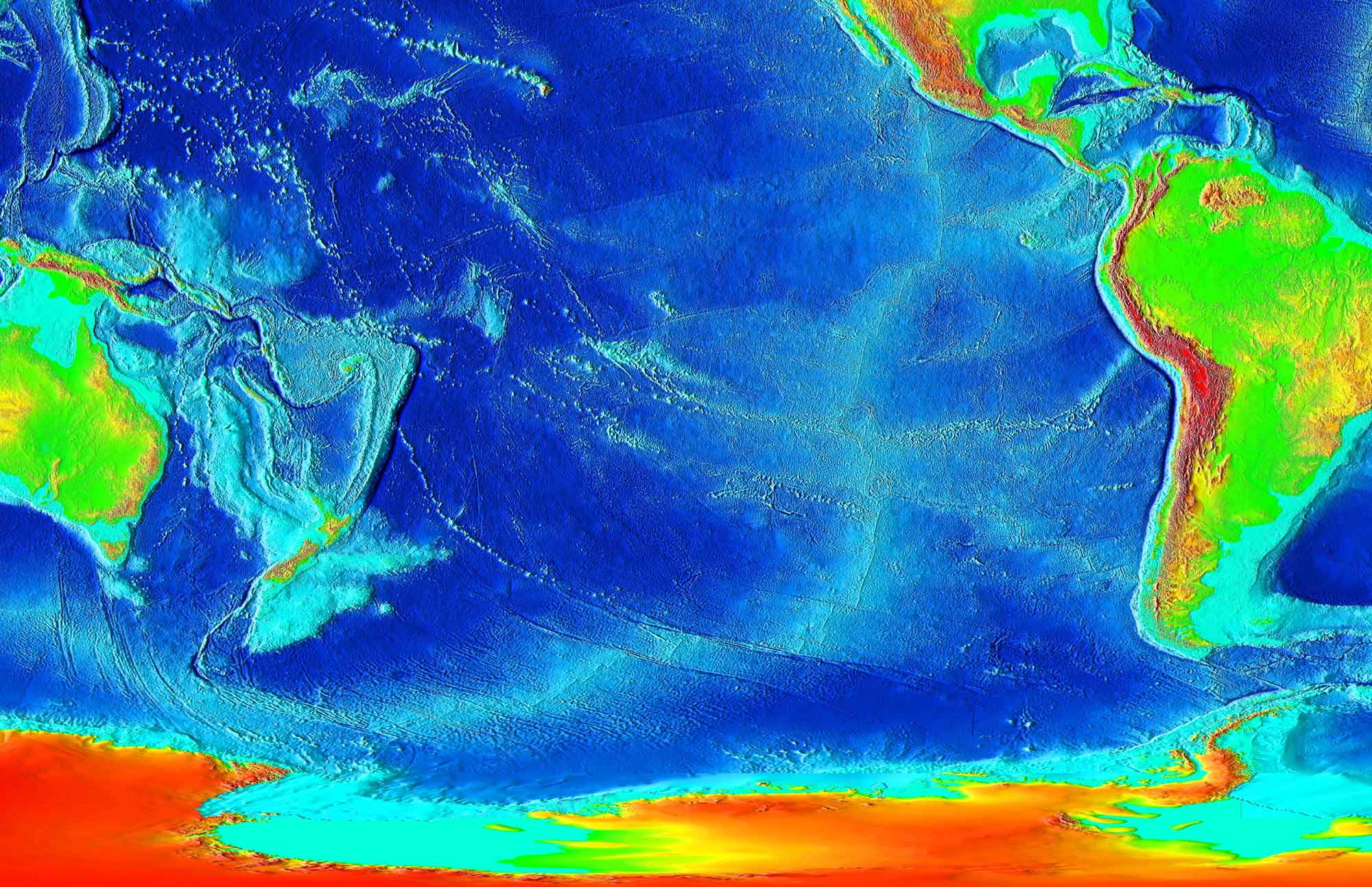
Południowy Pacyfik

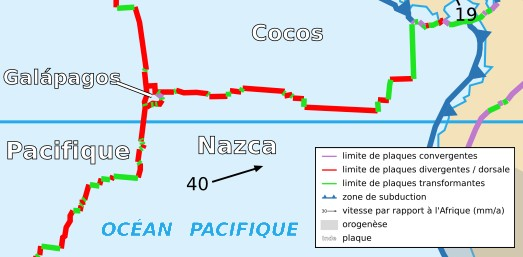
Węzeł potrójny Galapagos

Węzeł potrójny Galapagos to węzeł potrójny, znajdujący się na południowo-wschodnim Pacyfiku.
W węźle potrójnym Galapagos stykają się płyta pacyficzna, płyta kokosowa i płyta Nazca. Nie jest to typowy węzeł potrójny, gdyż w tym rejonie znajdują się jeszcze dwie mikropłyty - Galapagos i Północna Galapagos.